# ميتش إبستاين
ميتش إبستاين (بالإنجليزية: Mitch Epstein)‏ هو صحفي ومصور ومصور سينمائي أمريكي، ولد في 1952 في هوليوك في الولايات المتحدة.

## وصلات خارجية
- ميتش إبستاين على موقع IMDb (الإنجليزية)
- ميتش إبستاين على موقع ديسكوغز (الإنجليزية)
- ميتش إبستاين على موقع قاعدة بيانات الفيلم (الإنجليزية)